# Cantón de Saumur-Sur
El cantón de Saumur-Sur era una división administrativa francesa, que estaba situada en el departamento de Maine y Loira y la región de Países del Loira.

## Composición
El cantón estaba formado por once comunas, más una fracción de la comuna que le daba su nombre:
- Artannes-sur-Thouet
- Chacé
- Distré
- Fontevraud-l'Abbaye
- Montsoreau
- Parnay
- Rou-Marson
- Saumur (fracción)
- Souzay-Champigny
- Turquant
- Varrains
- Verrie

## Supresión del cantón de Saumur-Sur
En aplicación del Decreto n.º 2014-259 de 26 de febrero de 2014, el cantón de Saumur-Sur fue suprimido el 22 de marzo de 2015 y sus 12 comunas pasaron a formar parte del nuevo cantón de Saumur.